# Sisyra terminalis
Sisyra terminalis là một loài côn trùng trong họ Sisyridae thuộc bộ Neuroptera. Loài này được Curtis miêu tả năm 1854.

## Hình ảnh

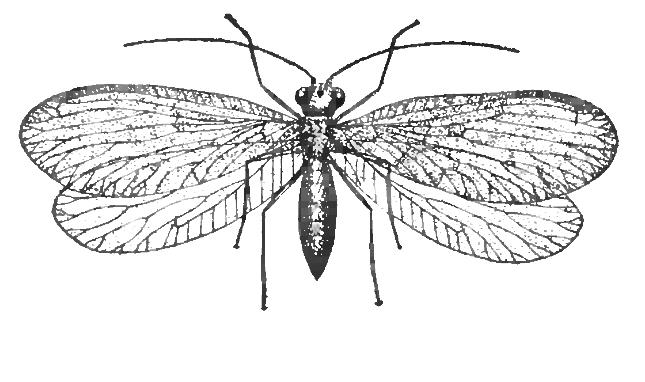